# ريفيرينا
منطقة ريفيرينا هي منطقة زراعية في جنوب غرب نيوساوث ويلز في أستراليا.

## الثقافة
1. ↑  GeoNames (بالإنجليزية), 2005, QID:Q830106